# Roger Wolfe Kahn

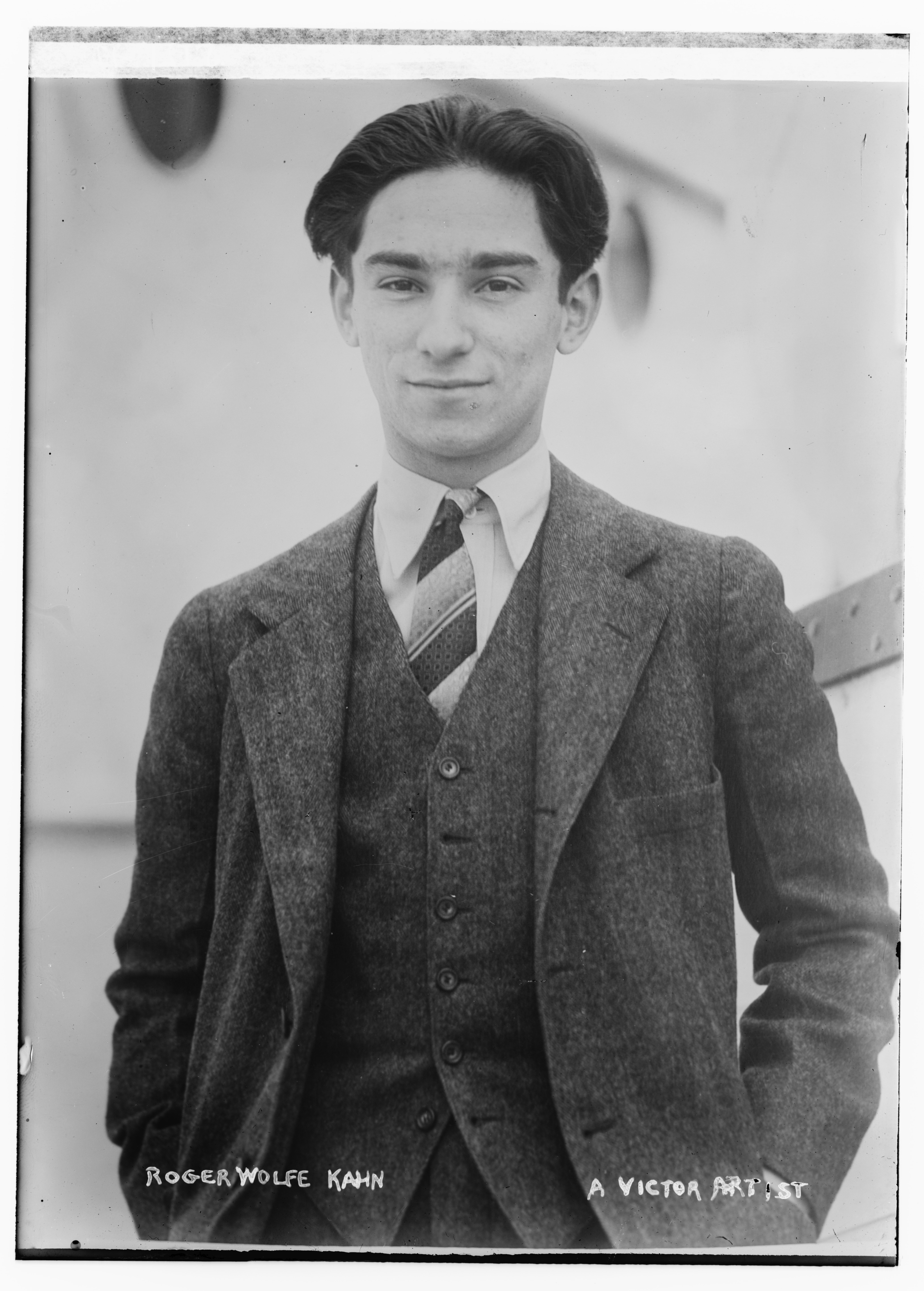
Roger Wolfe Kahn circa 1925

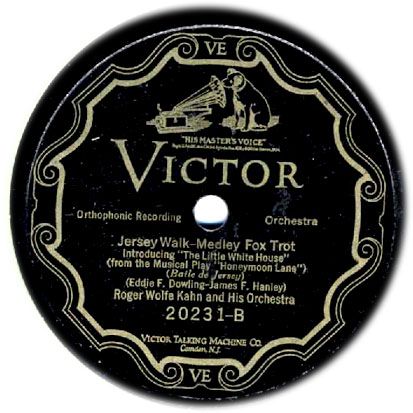
Roger Wolfe Kahn & His Orchestra: „Jersey Walk“

Roger Wolfe Kahn (* 19. Oktober 1907 in Morristown (New Jersey); † 12. Juli 1962 in New York) war ein US-amerikanischer Alt- und Tenorsaxophonist, Bandleader und Komponist.

## Leben
Roger Wolfe Kahn stammte aus einer deutschstämmigen jüdischen Bankiersfamilie. Sein Vater war der Bankier Otto Hermann Kahn.
Kahn war erst sechzehn Jahre alt, als er seine ersten Sessions leitete. Schon 1923 gründete er sein erstes eigenes Orchester, mit dem er im März 1925 erste Platten aufnahm. Kahn engagierte in seine Band besonders für Plattenaufnahmen bedeutende Jazzmusiker seiner Zeit wie Joe Venuti, Eddie Lang, Artie Shaw, Jack Teagarden, Red Nichols, Miff Mole, Vic Berton und Gene Krupa sowie Dudley Fosdick und Manny Klein. Ab 1929 entstanden Aufnahmen für Victor, 1929 und 1930 für Columbia und 1932 für Brunswick.
Mitte der 1930er Jahre gab er das Orchester auf und beschäftigte sich mit Luftfahrt. Schließlich wurde er 1941 Testpilot für die Flugzeugfirma Grumman Aircraft Engineering Corporation. 1931 heiratete Kahn die Musical-Schauspielerin Hannah Williams. Das Paar trennte sich nach zwei Jahren. Kahn heiratete dann Edith May Nelson, eine Politikertochter aus Maine. 1962 starb Kahn an einem Herzinfarkt.
Bekannte Titel des Roger Wolfe Kahn Orchestra waren „Hot Hot Hottentot“, „One Night In The Jungle“, „Anything You Say“, „Imagination“, „She's a Great Great Girl“ sowie „Jersey Walk“, „The Tap Tap“ und „Say "Yes" Today“ mit Soli von Miff Mole, Venuti und Teagarden. Außerdem wirkte Kahn als Komponist an den Broadway-Revuen Here's Howe (1928) und Americana (1928) mit. Seine bekannteste Komposition war der Titel „Crazy Rhythm“ von 1928 (Irving Caesar – Joseph Meyer – Roger Wolfe Kahn), der u. a. von Benny Carter (Further Definitions, 1962), Harry James, Stan Kenton, Emil Mangelsdorff, Red Norvo, Art Tatum, Coleman Hawkins, Django Reinhardt, Ben Webster und vielen anderen Swingmusikern aufgenommen wurde und Teil des Soundtracks von Woody Allens Bullets Over Broadway war.

## Diskographische Hinweise
- Roger Wolfe Kahn 1925–1932 (Jazz Oracle) mit Eddie Lang, Miff Mole, Artie Shaw, Vic Berton, Jack Teagarden